# 埼玉県警察RATS
埼玉県警察機動戦術部隊RATS（さいたまけんけいさつきどうせんじゅつぶたいラッツ）は、埼玉県警察の銃器対策部隊。RATSはRiot And Tactics Squadの頭字語とみられている。
RATSは、対テロ作戦や銃器を所持した凶悪犯罪者への対処を主な任務とする銃器対策部隊として、機動隊第1中隊において編成されている。装備面では他都道府県の一般的な銃器対策部隊とは一線を画し、訓練も遥かにレベルの高いものとなっている。

## 編制
埼玉県警察は、南関東1都3県の警察本部として唯一SATが編成されていなかったが、同県にも多くの重要施設が所在することから、テロ事案等に備えて県警独自の対応能力を整備する必要があると考えられるようになった。これに応じて、機動隊内に編成されたのが本部隊である。2008年の時点では第3中隊に設置されていたが、後に編成替えが行われて、第1中隊に変更された。
本部隊を特徴づけるのが、一般的な銃器対策部隊とは一線を画する装備・訓練である。例えば機関けん銃（MP5F）は全国で配備されているが、2016年3月19日の警備部長査閲で登場した本部隊では、ハンドガードをシュアファイアM63に換装し、X400フラッシュライト、M620Vスカウトライト、M900VバーチカルフォアグリップLEDウェポンライト、タンゴダウン・バーチカルグリップロングモデルを付けていた。また照準器としては、EO Tech社製のホロサイト552やエイムポイントのダットサイトM3、CQBコンバット・ライフルスコープにミニダットサイトの組み合わせなどが用いられた。そしてこれらを装着するマウントとしては、一般的な銃器対策部隊と同様のハイマウントも用いられる一方、より正確な照準が可能なローマウントも用いられた。そしてローマウントを使用した場合、ヘルメットの防弾面との干渉を避けるために湾曲したブルガー&トーメ社製の銃床を装備していた。
突入時に先頭と2番めで防弾盾を携行する隊員は、MP5のかわりにH&K P2000拳銃を携行していたが、これらもタクティカルマウントにダットサイトやタクティカルライトを装着した「狙撃拳銃」仕様となっていた。またその他の隊員はS&W M3913を携行するが、これは素早く抜くことができるWRSタクティカルホルスターに収納されている。隊員が携行する防弾盾も特注と思われるもので、右側を斜めに切り取ることで、盾を携行した状態でも正面を見やすくしていた。また2016年の警備部長査閲では、防弾盾3枚で構成されてタイヤを備えた移動式防弾システムも披露された。なお2008年に埼玉県川越市で発生した立てこもり事件の際には、高圧放水器を装備して出動していたことが確認されている。
服制も独自色が強く、銃器対策部隊で標準的な特殊防弾衣ではなく、PALSに対応したプレート型防弾衣を着用している。なお出動服（ラペリング用）の右上腕部には「RATS」と記載された赤色のワッペンを装着している。
埼玉県は東西に長く、また東側の都市部から西側の秩父山地まで地形も多彩であることからか、本部隊はヘリボーンによる展開能力を重視している。下記の通り、2007年の治安出動訓練で初めて白日の下に現れた際に、さっそくラペリングを披露した。また2016年の警備部長査閲では、室内ながらファストロープ降下も披露されている。
元隊員の田村忠嗣は、米国のSWATやFBI-HRTの訓練、自衛隊の各部隊との共同訓練などを通じ、様々な部隊と交流・研鑽をしていたと語っている。また、元隊員の三森一輝は、陸自のレンジャー養成訓練にも参加したと語っている。

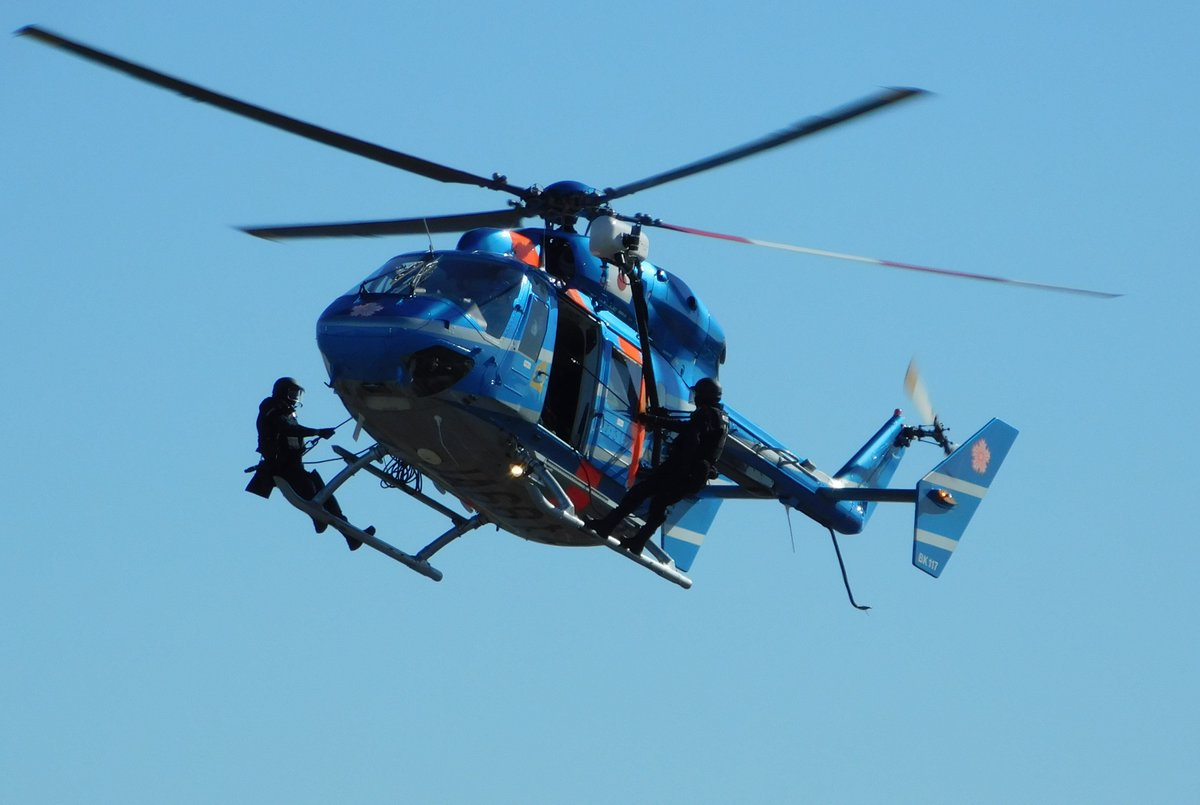
県警航空隊のBK117ヘリコプターからの降下を準備する隊員
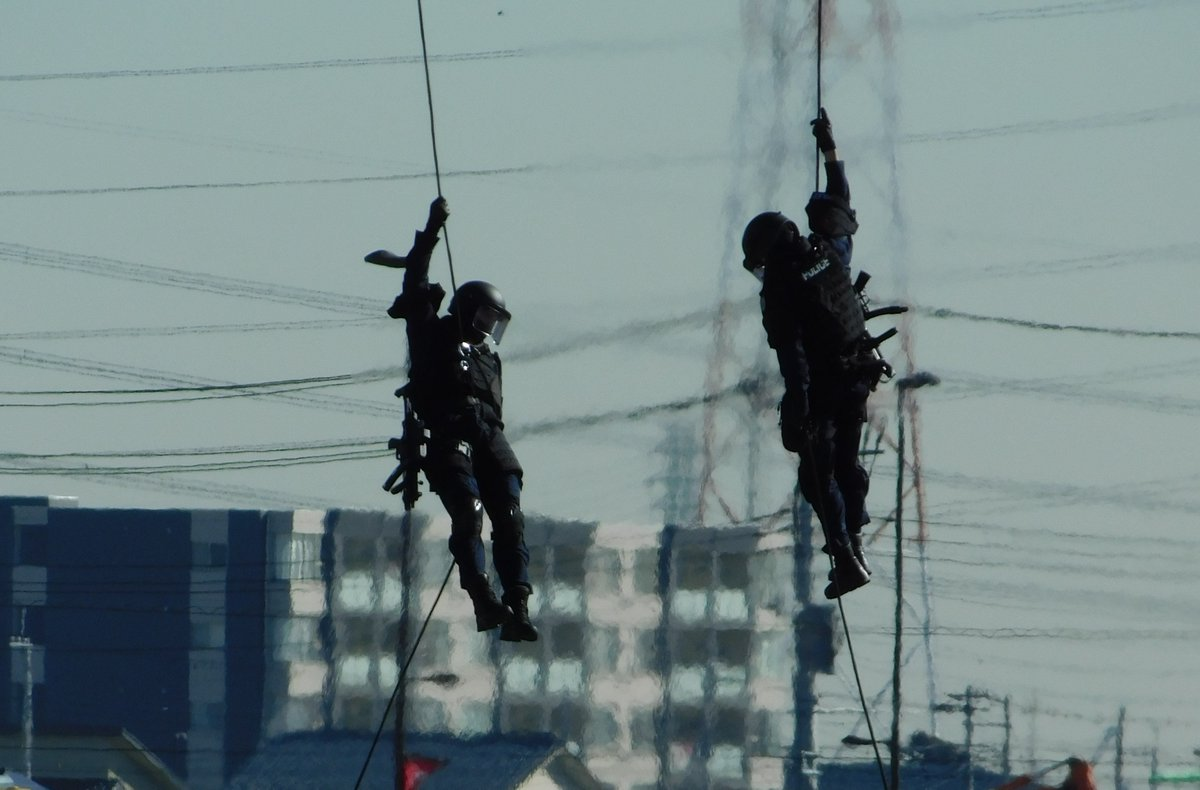
懸垂下降する隊員
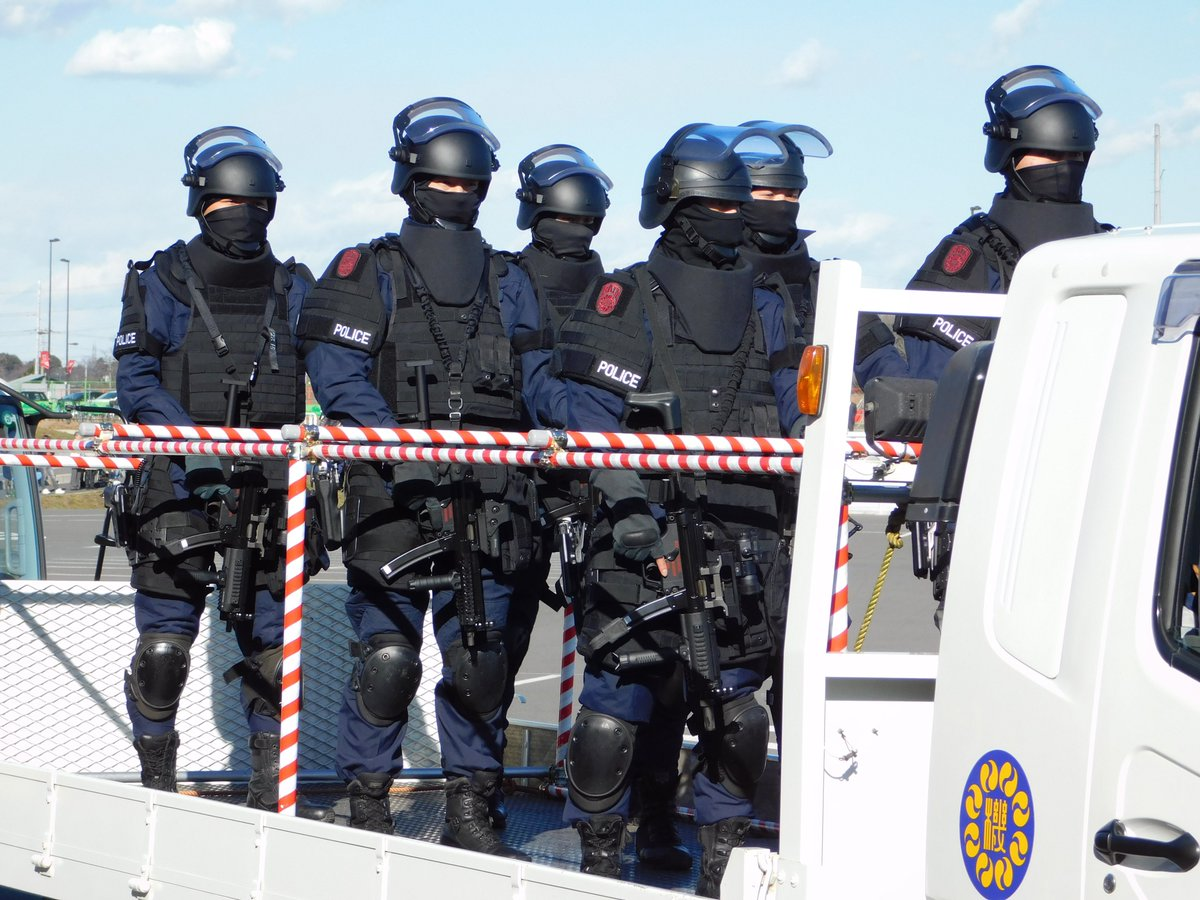
トラックに乗って行進に臨む隊員

## 活動史
2007年2月20日に陸上自衛隊朝霞駐屯地で行われた第1師団と埼玉県警察、茨城県警察による合同治安出動訓練の際に報道関係者の前に現れ、一般に存在が明らかとなった。この合同訓練において部隊輸送訓練を実施した際、第32普通科連隊の隊員と共に、陸上自衛隊のヘリコプター（UH-1J）からラペリングを実施した。
2008年6月3日には、埼玉県川越市で発生した強盗犯人による立てこもり事件に出動した。強盗事件を起こし、警察とのカーチェイスの末に包囲され、拳銃を所持して車内に立てこもっていた特別永住者の男が自身の頭部を撃って自殺を図った際、同県警刑事部の特殊戦術班（STS）と合同で強行突入を行い、男の身柄を確保した。なお、当該人物は自らの放った銃弾により死亡した。
2009年1月12日に栃木県足利市において、拳銃使用の殺人未遂事件が発生し、犯人が埼玉県上尾市内の駐車場で自身の所有するトラックに乗って潜伏している事が判明したため、RATSはSTSおよび、栃木県警察刑事部の突入班（SIT）と合同で強行突入を行い、犯人の身柄を確保した。なお、捜査員らが突入した際、犯人は右手に拳銃を握ったまま、トラックの寝台で眠っていたと報道されている。

## 登場作品

### 漫画
『S -最後の警官-』
劇中では経験不足と指揮の乱れにより成果を挙げる事ができず、警視庁のSATに指揮権を委ねる描写となっていた。